# Naastenliefde

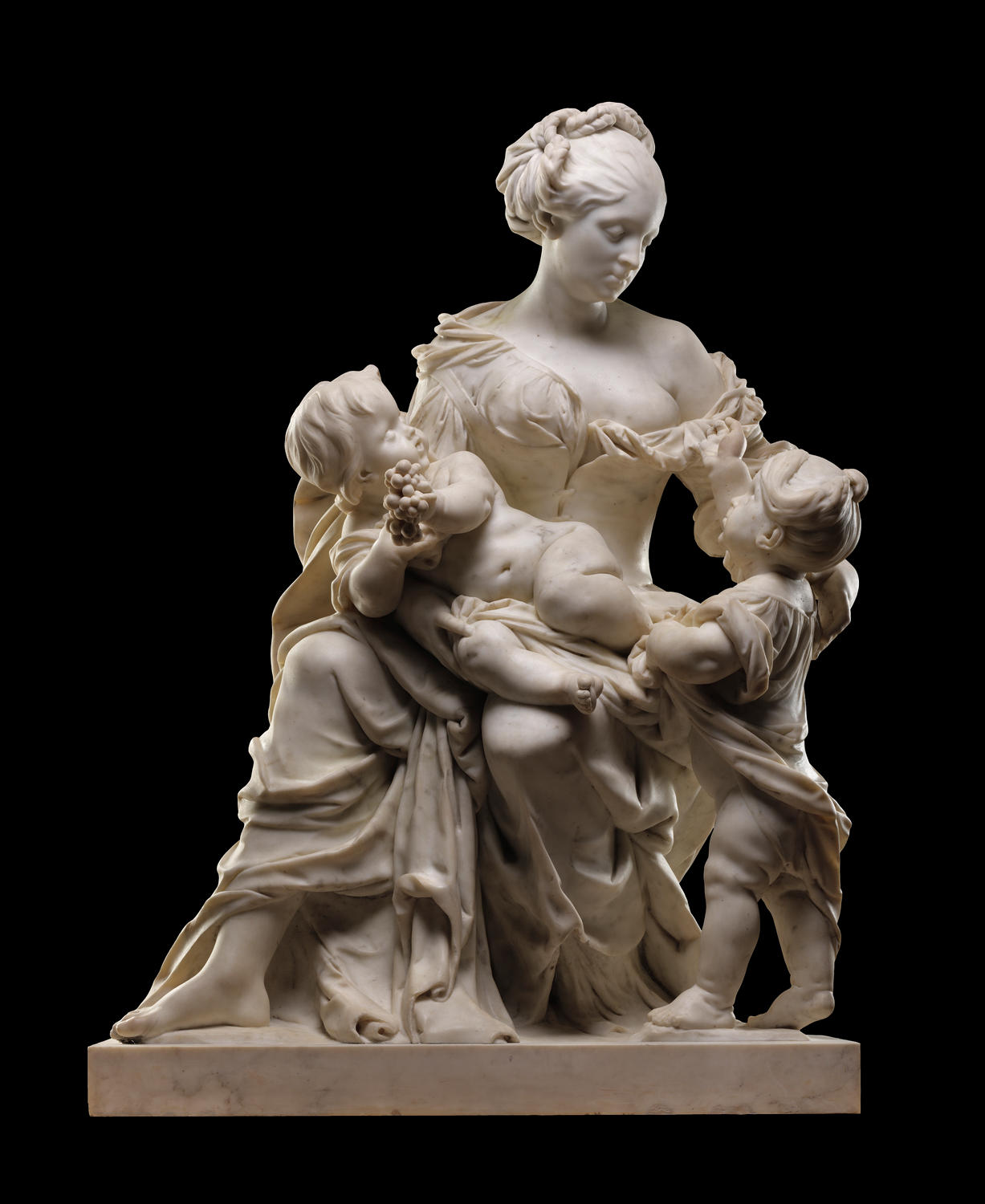
Caritas door Jan Van Delen (collectie van de Koning Boudewijnstichting)

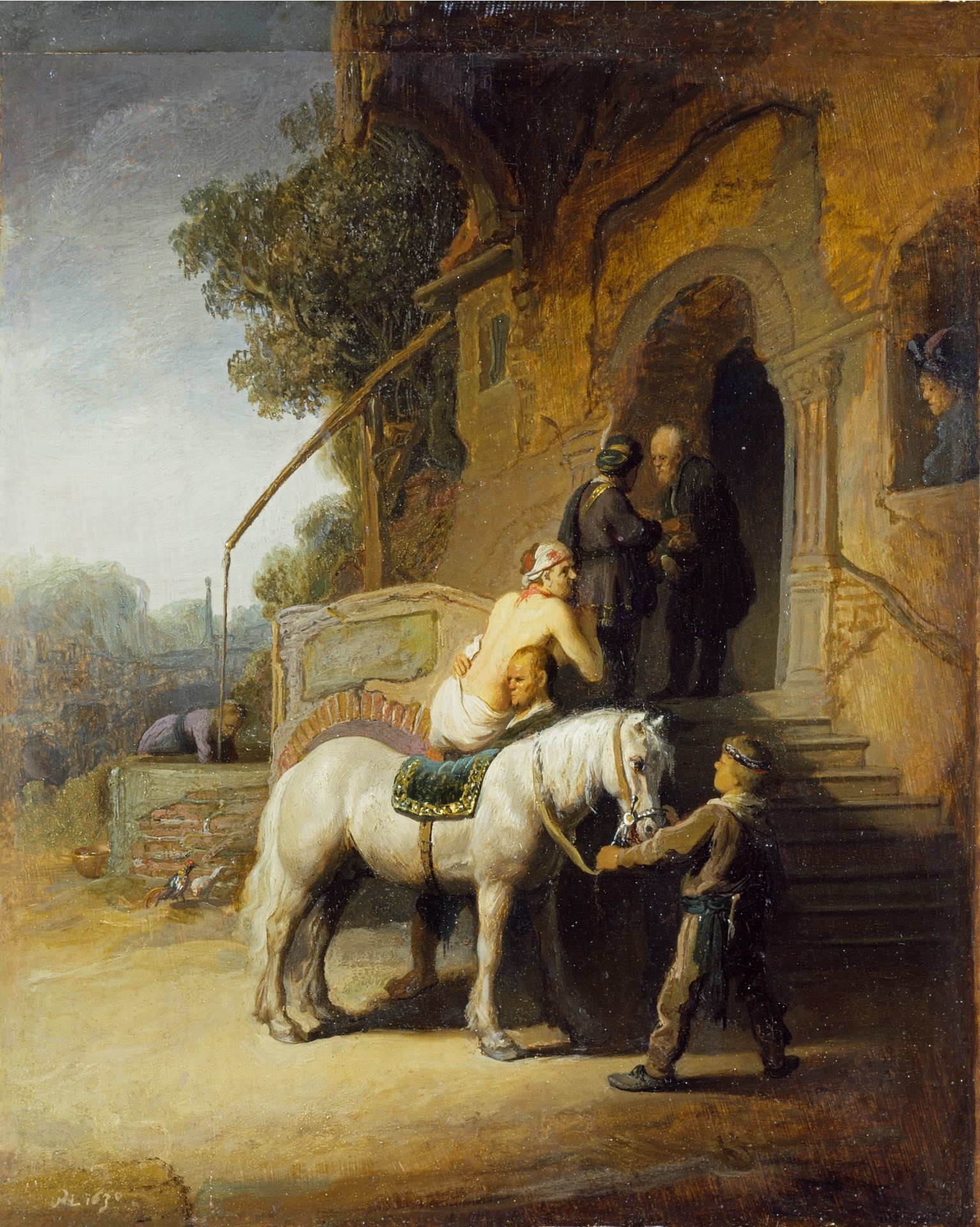
Schilderij van de barmhartige Samaritaan

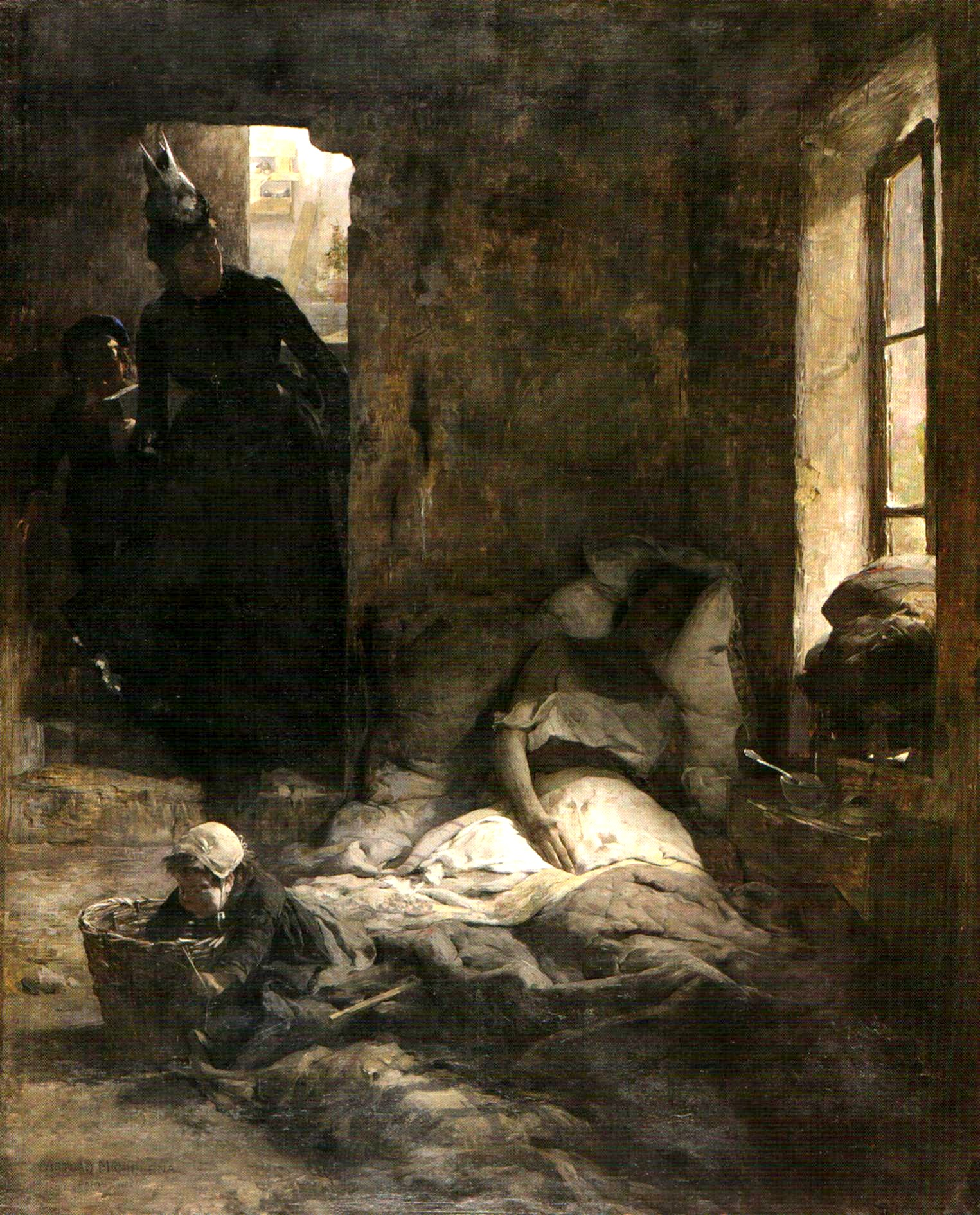
Liefdadigheidswerk van de Venezolaanse kunstenaar Arturo Michelena

Naastenliefde is de liefde voor de medemens.
Het omkijken naar andere mensen en zich medeverantwoordelijk voelen voor het welzijn van zijn medemens, ongeacht de specifieke kenmerken van die personen, zijn blijken van naastenliefde.

## Herkomst van het woord naastenliefde
Het woord naastenliefde is afgeleid van een vers in de Tenach/Bijbel: Je zult je naaste liefhebben als jezelf (Lev. 19:18).

## Naastenliefde in de verschillende godsdiensten
Naastenliefde wordt door een aantal grote religies, waaronder het Jodendom, christendom, de Islam en het boeddhisme, geprezen als een hoog goed. Het komt ook voor bij enkele Chinese wijsgeren uit de 5e eeuw v.Chr. en in het hedendaags humanisme. In de Thora en de evangeliën komt de naastenliefde uitdrukkelijk als dubbelgebod voor: het eerste van alle geboden is het liefhebben van God en – daar onlosmakelijk bijhorend – de liefde voor de naaste. De Koran spreekt op tal van plaatsen over barmhartigheid en liefde, telkens in andere bewoordingen.

## Liefdadigheidsinstellingen
Liefdadigheidsinstellingen zoals het Rode Kruis, Caritas en Artsen zonder Grenzen zijn praktische uitwerkingen van naastenliefde. 

## Zie ook

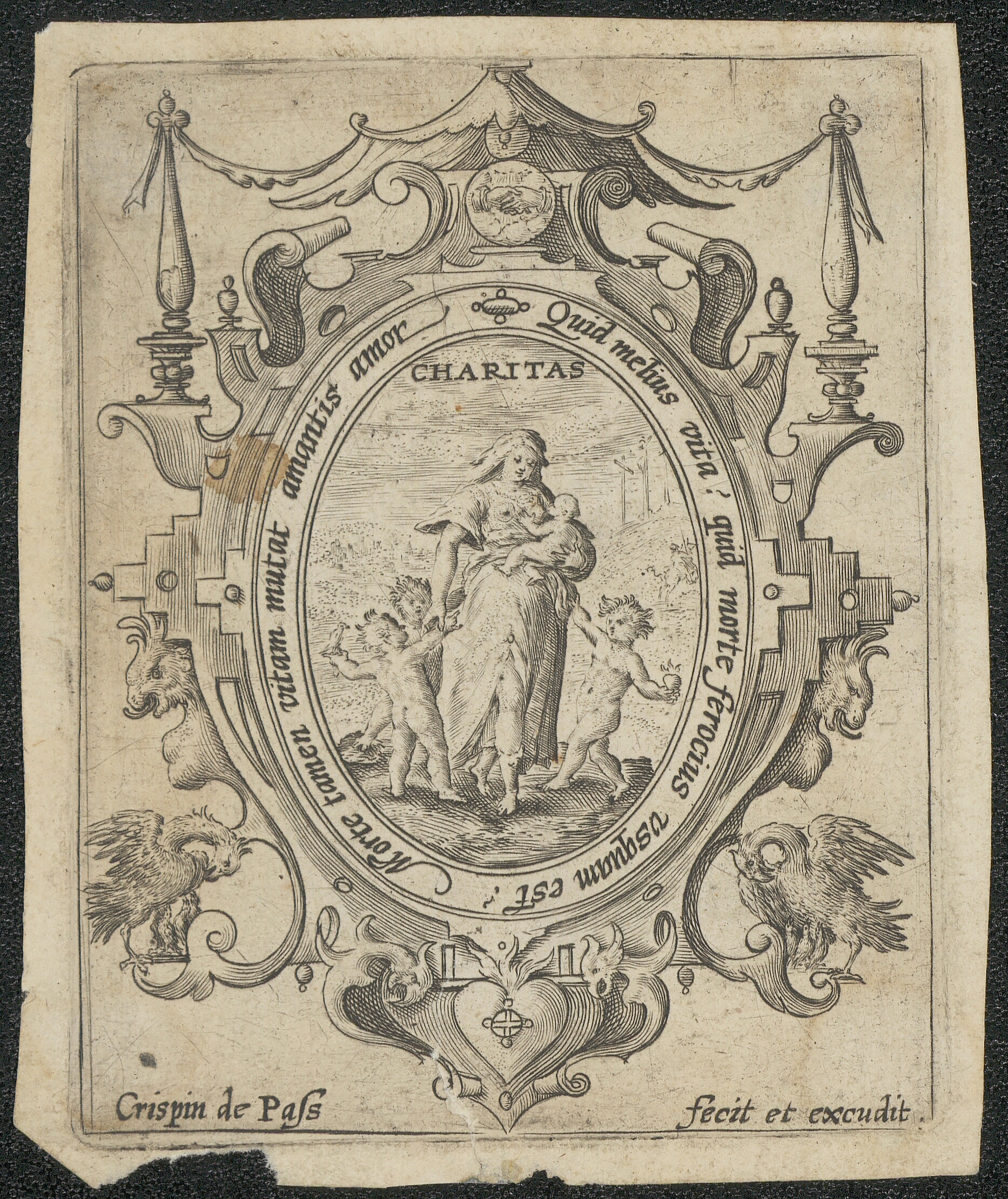
Prent met een embleem van de Caritas afgebeeld als moeder die voor haar kinderen zorgt. Bewaard in de Universiteitsbibliotheek Gent.